# San Jacinto Monument

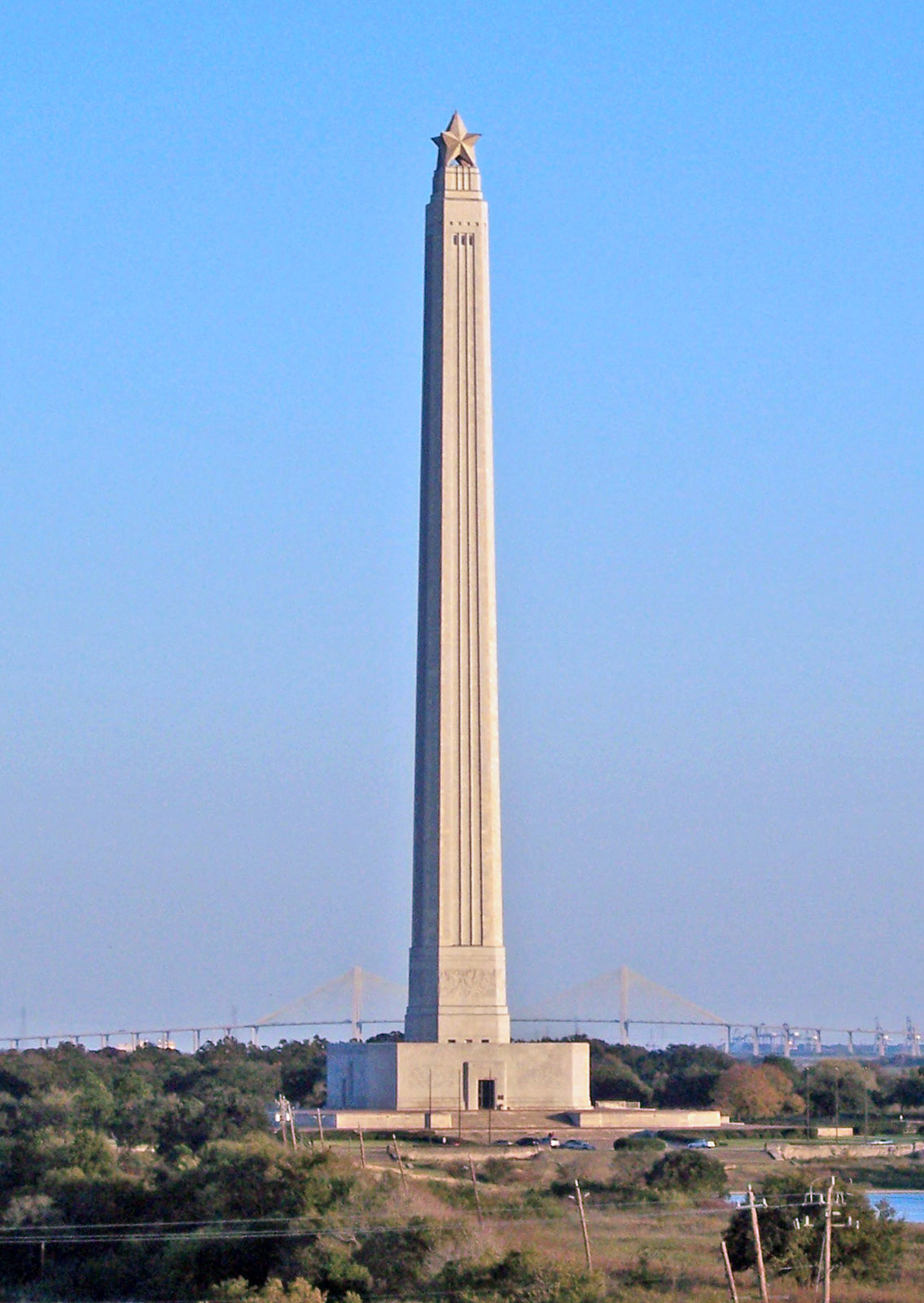
Il San Jacinto Monument

Il San Jacinto Monument è una colonna di cemento armato alta 172,9 metri, situata sul «Houston Ship Channel» in Texas, vicino alla città di Deer Park. La sommità del monumento è sormontata da una stella da 200 tonnellate che commemora il sito della battaglia di San Jacinto, decisiva per la rivoluzione texana.
Il monumento, costruito fra il 1936 e il 1939, è la colonna monumentale più alta del mondo, ed è parte del San Jacinto Battleground State Historic Site.
All'interno della base del monumento si trova il museo storico di San Jacinto.